# Raymond Benson

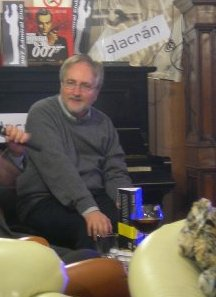
Raymond Benson (2005)

Raymond Benson (* 6. September 1955 in Midland, Texas) ist ein US-amerikanischer Schriftsteller.

## Leben
Raymond Benson studierte an der University of Texas, die er 1978 mit einem BFA in Directing verließ.
International bekannt ist Benson vor allem als Autor von James-Bond-Romanen. 1996 trat er die offizielle Nachfolge von John Gardner als James-Bond-Autor an und verfasste neun Bond-Romane, von denen Der Morgen stirbt nie, Die Welt ist nicht genug und Stirb an einem anderen Tag die Romanfassungen der jeweiligen Filmdrehbücher sind.
Von den Romanfassungen der Drehbücher abgesehen, wurden nur zwei James-Bond-Romane des ersten amerikanischen Bond-Autors ins Deutsche übersetzt: Zero Minus Ten und The Facts Of Death.
Nach dem Ende seiner Arbeit an James Bond 2003 schrieb er unter dem Pseudonym David Michaels zwei Romane zu Tom-Clancy’s-Splinter-Cell-Reihe. Danach veröffentlichte er die offiziellen Romane zu den Spielen Metal Gear Solid und Metal Gear Solid 2: Sons of Liberty, die auch unter denselben Titel auf Deutsch erschienen. Zuletzt veröffentlichte er zusammen mit John Milius den Videospielroman Homefront: Stimme der Freiheit.

## Werke (Auswahl)

### Hitman
- Hitman: Verdammnis (2012)

### Homefront
- Homefront: Stimme der Freiheit (mit John Milius) (2011)

### James Bond
- Blast from the Past (Kurzgeschichte, 1997)
- Zero Minus Ten (Countdown!, 1997)
- Tomorrow Never Dies (Der Morgen stirbt nie, Roman zum Film, 1997)
- The Facts of Death (Tod auf Zypern, 1998)
- Midsummer Night's Doom (Kurzgeschichte, 1999)
- Live at Five (Kurzgeschichte, 1999)
- The World Is Not Enough (Die Welt ist nicht genug, Roman zum Film, 1999)
- High Time to Kill (1999)
- Doubleshot (2000)
- Never Dream of Dying (2001)
- The Man with the Red Tattoo (2002)
- Die Another Day (Stirb an einem anderen Tag, Roman zum Film, 2002)

### Metal Gear
- Metal Gear Solid (2008)
- Metal Gear Solid 2: Sons of Liberty (2010)

### Tom Clancy’s Splinter Cell
- Tom Clancy's Splinter Cell: Babylon Phoenix (2004)
- Tom Clancy's Splinter Cell: Operation Barracuda (2005)